# Мятлик Биберштейна
Мятлик Биберштейна (лат. Poa biebersteinii) — вид однодольных растений рода Мятлик (Poa) семейства Злаки (Poaceae). Таксономическое название в честь Ф . К. Биберштейна опубликовано российской учёной-ботаником Антониной Ивановной Поярковой в 1963 году.
Как правило (но не всегда) считается синонимом Poa sterilis M.Bieb..

## Распространение, описание
Эндемик Крыма.
Травянистое растение с листьями ланцетной или линейной формы. Соцветие — колос либо метёлка. Плод — зерновка жёлтого цвета.

## Охранный статус
Растение включалось в Красную книгу Севастополя.